# 古兰 (莫尔比昂省)
古兰（法語：Gourin，法語發音：[ɡuʁɛ̃]）是法国莫尔比昂省的一个市镇，位于该省西北部，属于蓬蒂维区。

## 地理
古兰（48°8'22"N, 3°36'27"W）面积74.72 平方千米，位于法国布列塔尼大區莫尔比昂省，该省份为法国西北部沿海省份，位于布列塔尼半岛南部，北起阿摩尔滨海省、西接菲尼斯泰尔省，南濒大西洋，东南接大西洋卢瓦尔省，东临伊勒-维莱讷省。
与古兰接壤的市镇（或旧市镇、城区）包括：特雷奥冈、朗戈内、勒桑、吉斯克里夫、鲁杜阿莱克、斯佩泽特、圣埃尔南。
古兰的时区为UTC+01:00、UTC+02:00（夏令时）。

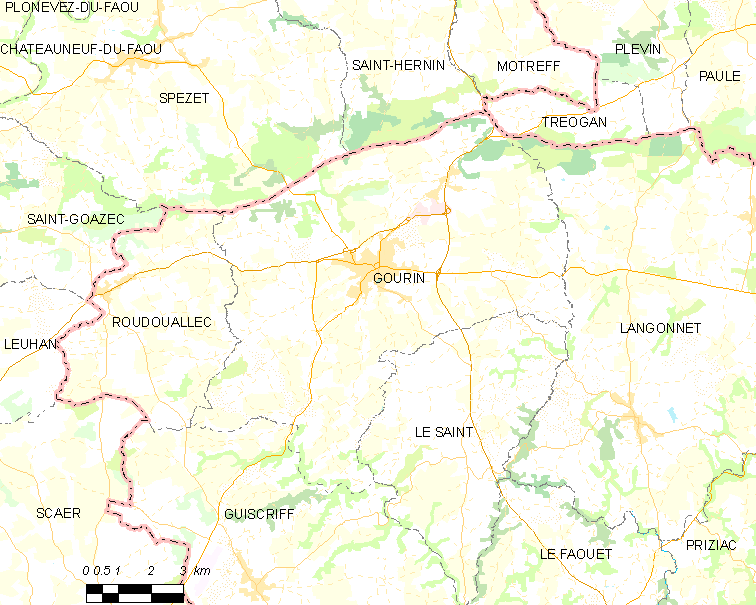
古兰的OSM定位图

## 行政
古兰的邮政编码为56110，INSEE市镇编码为56066。

## 政治
古兰所属的省级选区为古兰县，同时古兰也是该县的中央投票站所在地。

## 人口

1962-2008年间古兰人口变化图示

古兰于2022年1月1日时的人口数量为3892人。